# Hugo Reyes
(Hugo "Hurley" Reyes - Il modo con cui chiama la gente.)
Hugo "Hurley" Reyes è un personaggio della serie televisiva Lost, interpretato da Jorge Garcia. È uno dei 48 sopravvissuti della sezione centrale dell'aereo. Si rivela in seguito una sorta di medium, in grado di parlare con i morti e fare da mediatore tra le persone a loro care.

## Prima dello schianto
Hurley è il dipendente di un fast food, con una famiglia numerosa e un conto in banca per niente cospicuo. È stato abbandonato dal padre all'età di 10 anni quando, mentre riparavano una vecchia Camaro, lui gli promise di fare una gita fino al Grand Canyon ma, alla fine, partì in moto da solo, senza più farsi vedere. 
Hurley, per la sofferenza, iniziò a gratificarsi con il cibo, diventando presto obeso.
Un giorno salendo in una terrazza con altre 23 persone, questa crolla e due di esse rimangono uccise.
Da quel momento in poi, Hurley entra in uno stato catatonico: smette di parlare, di uscire e dormire ma non smette di mangiare perché è attraverso l'assunzione di smodate quantità di cibo che Hurley si punisce, convinto di essere lui con il suo peso il responsabile della morte di quelle persone.
Viste le condizioni psicologiche in cui Hurley si trova, la madre decide di ricoverarlo all'ospedale psichiatrico Santa Rosa. Qui Hurley sviluppa un amico immaginario, Dave, e inizia una dieta per dimagrire. Lo psichiatra dell'ospedale cerca di convincere Hurley che non è stato lui la causa della morte delle persone e che la terrazza era stata progettata per ospitarne 8, non 23; ma Hurley continua a provare sensi di colpa. Dave, dal canto suo, gli dice di non fidarsi del medico e lo convince a continuare a mangiare.
Le condizioni di Hurley migliorano solo quando il suo psichiatra gli mostrerà una foto scattata a lui e Dave, ma che ritrae solo Hurley che abbraccia il nulla. Hurley capisce così che Dave non è reale e lo chiude fuori dal manicomio in seguito alla proposta dello stesso Dave di evadere. Hurley si libera così di Dave, viene dimesso dall'ospedale e torna a casa.
Hurley, mentre era al manicomio, sentiva spesso uno dei pazienti pronunciare ininterrottamente i numeri chiave delle serie: 4, 8, 15, 16, 23, 42. Egli decide così di giocarli alla lotteria e, vincendola, diventa milionario. 
Da allora una sequenza di sfortunati eventi capita ad Hurley e alle persone che ha accanto. Si succedono la morte del nonno, l'incendio della casa che Hurley regala alla madre, la distruzione della filiale di Mr Clunck appena acquistata dallo stesso Hurley e il ritorno del padre dopo 17 anni di assenza, che Hurley interpreta come un tentativo da parte dell'uomo di impossessarsi del denaro.
Hurley, col tempo, si convince che su quei numeri domini una maledizione e decide di scoprirne di più. Va in Australia, dove vive l'unica persona che conosceva il suo amico prima di essere rinchiuso nel manicomio. Qui scopre che questi si è suicidato e la vedova gli dice che, in seguito alla scoperta dei numeri, trasmessi via radio da un'isola del Pacifico, sono accaduti gli stessi terribili avvenimenti anche a lui. La loro scelta di trasferirsi in Australia non fu, pertanto, casuale. Essi infatti, in questo modo, vollero evitare che gli eventi coinvolgessero altre persone a loro care.
Hugo prende il volo Oceanic 815 per andare a trovare la madre a Los Angeles per il suo compleanno. Il giorno del volo, una serie di eventi sembra ostacolarlo nella partenza. La sua sveglia non suona per un sovraccarico di energia, la batteria dell'auto si scarica e giunge al terminale sbagliato. Quindi offre 600 dollari ad un anziano per prendere in prestito il suo scooter elettrico per arrivare al terminale corretto in tempo. La hostess lo vede arrivare ad imbarco completato, ma gli consente comunque l'accesso riaprendo le porte del gate.

## Sull'isola
Hurley fin dal primo episodio si dà da fare per aiutare il gruppo: fa un censimento dei sopravvissuti, scoprendo che Ethan non è nella lista passeggeri, e aiuta Jack, John e Sayid nei loro tentativi di organizzazione del gruppo.
È un personaggio simpatico e con dei buffi modi di fare. Tenta di fare ironia anche nei momenti più assurdi e pericolosi, ma allo stesso tempo ha molta paura (sviene alla vista del sangue e rimane impietrito davanti a uno dei sopravvissuti "esploso" davanti a lui). Ha inoltre una spiccata bravura nel giocare a ping-pong, attività che gli permette di battere Sawyer e di ottenere alcuni degli oggetti sciacallati dalle valigie dei non sopravvissuti.
È Hurley a riconoscere i numeri sulla botola e a pensare che sia maledetta. Egli è infatti ossessionato da quei numeri e si stupisce ancora una volta ritrovandoli come codice per la stazione 3 del Progetto Dharma. In generale pensa di essere stato lui la causa dello schianto e che esso sia solo una delle tante catastrofi che si sono susseguite dopo la vincita alla lotteria.
Hurley inizialmente rimane molto riservato in merito alla sua storia; successivamente, spinto dalla vista dei numeri sulla botola, la racconta a Jack, il quale non sembra convinto e crede si tratti solo di una coincidenza.
Hurley, scosso dagli eventi accaduti, ricomincia a vedere Dave sotto forma di allucinazione. Dave cercherà di convincerlo che l'isola è una realtà immaginaria e che solo suicidandosi potrà tornare alla realtà del manicomio. Hurley, credendo alle parole di Dave, si reca sull'orlo di un alto precipizio per togliersi la vita, ma verrà salvato da Libby che lo convincerà che l'isola è reale.
Da quel momento in poi Hurley intraprenderà una storia d'amore con Libby. Ma durerà poco perché la ragazza morirà subito dopo insieme ad Ana Lucia, entrambe uccise da Michael allo scopo di liberare Ben.
La sofferenza per la morte di Libby suscita in Hurley profonda rabbia, ma anche la speranza di andare via dall'isola, che lo renderà più coraggioso.
Successivamente Hurley trova sull'isola un vecchio furgone appartenuto ad un impiegato del progetto Dharma. Nonostante le esitazioni di Sawyer e di Charlie, riesce a rimetterlo in sesto per dare così un po' di speranza non solo a se stesso ma a tutti i sopravvissuti sull'Isola.
Nella terza stagione, sarà con quello stesso furgone che Hurley salverà i suoi compagni Sayid, Jin e Bernard dalle grinfie degli Altri con un'entrata trionfale che gli permetterà, almeno per un attimo, di metter da parte le proprie paure.

## Dopo l'isola
Hurley fa parte dei "sei della Oceanic".
Una volta sulla terraferma, Hurley viene accolto con gioia in famiglia e il padre, in occasione del suo compleanno, rimette a nuovo la vecchia Camaro e gliene fa dono. Hurley vede però che i numeri maledetti ricorrono di nuovo, stavolta tra le cifre del contachilometri e rifiuta il regalo, esprimendo l'intenzione di sbarazzarsi del denaro vinto.
Successivamente Hurley viene ricoverato al Santa Rosa in quanto inizia ad avere delle visioni di Charlie che, nonostante sia morto, lo cerca per parlargli. Le sue condizioni mentali si deteriorano al punto che Hurley decide di non assumere più le sue medicine e continua a parlare con Charlie su una panchina del manicomio.
All'ospedale psichiatrico, Hurley riceve molte visite di personaggi reali. Innanzitutto da Abaddon che, spacciandosi per un legale della Oceanic Airlines, lo invita a trasferirsi in un posto migliore. Hurley rifiuta e subisce un'aggressione verbale da Abaddon che fa reagire Hurley con una paura esagerata, ottenendo l'immediato allontanamento dallo sgradito ospite.
Successivamente Hurley riceve visita da Walt e sua nonna. Walt, piccato, chiede ad Hurley perché lui e i suoi 4 compagni stiano mentendo in merito alle persone rimaste sull'isola. Hurley gli dice la verità, asserendo che desidera proteggerli da Charles Widmore.
La visita successiva sarà quella di Sayid che chiederà ad Hurley di evadere e seguirlo. Sayid infatti è a conoscenza che un'auto spia quotidianamente Hurley dall'esterno dei cancelli dell'ospedale psichiatrico e vuole proteggerlo.
Nel momento in cui Hurley evade insieme a Sayid, una catena di eventi e di omicidi provocati dallo stesso Sayid mettono in pericolo i due. Sayid rimane vittima di un potente sonnifero in uno scontro con gli uomini di Widmore; Hurley viene scambiato per l'omicida degli scagnozzi di Widmore ed, essendo ricercato, si mette in salvo a casa dei suoi. Qui Hurley racconta alla madre tutto quanto accaduto sull'isola e chiede al padre di portare il corpo quasi esanime di Sayid in ospedale da Jack, affinché lo salvi.
In seguito Hurley viene arrestato perché, terrorizzato dalla visita di Ben che gli chiede di seguirlo per tornare sull'isola, preferisce costituirsi e andare in carcere. Con disappunto viene subito rilasciato perché riconosciuto innocente e, dopo aver condiviso un taxi con Jacob, decide di tornare sull'isola persuaso dalle parole convincenti di costui.

## Di nuovo sull'isola con il Progetto Dharma
Hurley si trova così sul volo Ajira 316, decidendo di acquistare 78 biglietti per salvare la vita ad altrettante persone.
Una volta sull'isola, atterra in mezzo a un lago e viene tratto in salvo da Jack. Successivamente viene impiegato come chef nel Progetto Dharma. Infatti Sawyer reputa questa l'unica soluzione per proteggere Hurley e gli altri amici dagli ostili.
Durante la permanenza nel progetto Dharma, Hurley lega molto con Miles, scoprendo che Mr. Chang è suo padre. Hurley tenta, aiutato da Daniel, di ricongiungerli convincendo Mr. Chang di provenire dal futuro. Ma Miles cerca di mandare in fumo i "piani" di Faraday e di Hurley, asserendo che i due non dicono il vero. Chang, non convinto delle argomentazioni di Miles, "interroga" Hurley chiedendogli il nome dell'attuale presidente USA. Hurley risponde che si arrende, non sapendo il nome, e Chang si convince che i tre vengono davvero dal futuro e prende per buone le affermazioni di Faraday, in merito all'imminenza dell'incidente elettromagnetico. 
Si crea così una spaccatura fra i membri del progetto Dharma tra chi vuole continuare a trivellare e costruire la stazione del Cigno e chi è convinto che questa attività causerà un incidente.
Nel momento in cui la tensione con i membri del progetto Dharma aumenta fino ad esacerbare in una sparatoria, Hurley si rifugia nella giungla insieme a Miles, Jin e Sayid, che è rimasto ferito nello scontro a fuoco. Hurley rimane insieme a Sayid, mentre gli altri si recano al Cigno a aiutare Sawyer, Jack e Kate che, dopo una sparatoria con il Dharma, hanno visto Juliet rimanere risucchiata nel foro di trivellazione in seguito all'incidente elettromagnetico.
Quando la bomba esplode e tutti si accorgono che la loro situazione non è stata ripristinata, Hurley ha una visione di Jacob che lo invita a portare Sayid al tempio affinché la sua vita possa essere salvata. Jacob inoltre raccomanda ad Hurley di portare con sé la custodia della chitarra.
Una volta al tempio Hurley consegna la custodia agli Altri. La custodia contiene una grossa croce di legno al cui interno vi è un biglietto che contiene la lista dei loro nomi, incluso quello di Hurley.
Una volta salvato Sayid, Hurley si trova dentro il tempio e ha un'altra visione di Jacob che gli chiede di convincere Jack a seguirlo fino ad un faro. Jacob vuole infatti che azionino il faro per indicare la via a delle persone che stanno arrivando. Jack segue Hurley ma, una volta giunto al faro, reagisce molto male quando uno specchio gli mostra la sua casa natale. Preso dall'ira per esser stato spiato per una vita intera, Jack rompe lo specchio. Hurley cerca di placarlo, assicurandogli che di lì a poco Jacob gli si sarebbe manifestato, spiegando tutto. Ma Jacob si manifesta solo dopo che Jack si è allontanato piccato e assicura Hurley che il motivo per cui li ha portati al faro è di aiutare Jack a trovare il motivo per cui è tornato sull'isola. Li invita, inoltre, a star lontani dal tempio perché di lì a breve sarebbe arrivato qualcuno di molto malvagio (con riferimento al mostro di fumo). Nella stessa stagione, inoltre, Hurley riesce a scoprire il perché si sentono dei sussurri sull'isola: infatti, gli appare in visione Michael, che gli dice che i sussurri sarebbero le voci delle anime delle persone morte nelle vicinanze dell'isola, non ancora pronte per trapassare direttamente nell'aldilà.
Durante la puntata Al di la del mare, Hurley riesce a comunicare con la ex moglie di Richard Alpert (morta nel 1867) la quale avverte entrambi di non fidarsi del Mostro, il quale avrebbe ingannato Richard per tutto il tempo, al solo scopo di poter uscire dall'isola.
Nell'ultimo episodio, La fine, Jack (che nel frattempo era diventato capo dell'isola, succedendo a Jacob) muore durante uno scontro con la Nemesi di Jacob, di conseguenza egli, prima di morire, sceglie Hurley come suo successore, quindi Hurley diventa capo dell'isola, venendo aiutato da Benjamin Linus, e accetta di riportare Desmond Hume (riportato sull'isola con l'inganno da Charles Widmore) dalla sua famiglia.
Successivamente, nel cortometraggio The new man in charge, Hurley raggiunge il manicomio Santa Rosa, in cui Walt viene ricoverato (in quanto nessuno crede alle sue testimonianze riguardo alla sua esperienza sull'isola, quindi viene considerato pazzo), e decide di riportarlo sull'isola, in quanto egli possiederebbe dei poteri soprannaturali che lo renderebbero adatto ad essere il suo successore come capo dell'isola.
Dal momento che Hurley riesce a tornare sulla terraferma, si presume (visto anche il rapporto di amicizia tra i due) che egli sia riuscito veramente a riportare Desmond sulla terra.

## Timeline "parallela"
Nella realtà parallela vista nella sesta stagione, Hurley ha comunque vinto alla lotteria, ma è un uomo fortunatissimo, proprietario di varie attività e rinomato benefattore, nonostante egli non abbia grande fortuna con le donne, motivo per il quale la madre gli organizza un appuntamento al buio con una sua amica. Prima dell'appuntamento al buio, mentre aspettava la ragazza, viene raggiunto da Libby, che gli dice di averlo già incontrato e di essere innamorata di lui. Libby, infatti, ha ricordato di aver vissuto sull'isola durante la sua vita terrena, ma per questo viene considerata pazza, quindi è ricoverata nel manicomio Santa Rosa. Successivamente, Desmond (il quale, grazie ad un'esperienza ultraterrena che aveva vissuto nella timeline principale, aveva già capito a cosa si stava riferendo Libby) lo incontra, e lo convince a parlare con lei, organizzando un appuntamento clandestino.
Il giorno dopo, Hurley e Libby (osservati da Desmond) si incontrano facendo un picnic sulla spiaggia (che avrebbero dovuto fare anche sull'isola, se lei non fosse morta) e, baciandosi, entrambi si ricordano della loro vita sull'isola. Di conseguenza, Hurley aiuterà Desmond a riunire tutti i suoi compagni di naufragio.
Nell'ultima puntata della serie, si scopre che tale "realtà parallela" non era altro che una sorta di purgatorio dell'anima, venutosi a creare dopo la morte dei personaggi (probabilmente grazie alla bomba di Faraday), di conseguenza Hurley e Desmond riuniscono tutti i personaggi nella Chiesa e trapassano in Paradiso tutti insieme.

## Curiosità
- Il mistero dedicato alla botola e ai rifornimenti del progetto DHARMA che arrivavano nonostante la Purga sono stati introdotti per spiegare il mancato dimagrimento di Hurley, nonostante le condizioni in cui versava dopo lo schianto sull'Isola.
- Dal momento che sa parlare fluentemente spagnolo, Hurley potrebbe essere di origini sudamericane, così come l'attore che lo interpreta.
- Suo padre, nella serie, è un fan di Exposé, la serie in cui recitava Nikki Fernandez prima di morire.
- Il cognome del personaggio, è formato dalle due parole spagnole "Rey" e "Es" (che in spagnolo, rispettivamente, significano "re" e "essere", di conseguenza il suo cognome potrebbe essere un presagio riguardo al suo futuro come capo dell'Isola).
- Il soprannome del personaggio è "Hurley", ma tuttavia egli stesso si è sempre rifiutato di spiegare l'origine di tale soprannome.

## Episodi dedicati a Hurley
| Stagione | Titolo italiano                        | Titolo originale                   | Tipo di flash    |
| -------- | -------------------------------------- | ---------------------------------- | ---------------- |
| 1        | Numeri                                 | Numbers                            | flashback        |
| 1        | Esodo, seconda parte                   | Exodus: Part 2                     | flashback        |
| 2        | Tutti odiano Hugo                      | Everybody Hates Hugo               | flashback        |
| 2        | Dave                                   | Dave                               | flashback        |
| 3        | Tricia Tanaka è morta                  | Tricia Tanaka Is Dead              | flashback        |
| 4        | L'inizio della fine                    | The Beginning of the End           | flashforward     |
| 4        | Casa dolce casa, prima parte           | There's No Place Like Home: Part 1 | flashforward     |
| 4        | Casa dolce casa, seconda e terza parte | There's No Place Like Home: Part 2 | flashforward     |
| 5        | La grande menzogna                     | The Lie                            | flashpresent     |
| 6        | Los Angeles LA X - 1ª e 2ª parte       | LA X: Parts 1 & 2                  | realtà parallela |
| 6        | Tutti amano Hugo                       | Everybody Loves Hugo               | realtà parallela |
| 6        | La fine                                | The End                            | realtà parallela |